# 小諸警察署
小諸警察署（こもろけいさつしょ）は、長野県小諸市にある長野県警察が管轄する警察署である。

## 所在地
- 〒384-0801 長野県小諸市八幡町三丁目3番9号

## 管轄区域
- 長野県小諸市

## 沿革
- 1954年（昭和29年）7月1日 - 新警察法施行により設置。

## 交番
- 小諸駅前交番（小諸市相生町）
- 美南交番（小諸市御影新田）

## 交通事故防止作戦
交通事故防止のために小諸「ワッハハハ」作戦を行っている。